# Het tankschip
Het tankschip (1941) is een novelle van de Vlaamse schrijver Willem Elsschot.
Jack Peeters, de verteller van het verhaal, is met zijn vrouw en een bevriend echtpaar voor een uitstap in het Grand Hotel des Ardennes in Bastenaken (Bastogne), als de Tweede Wereldoorlog (aan het Westelijk front) uitbreekt.  Ik moet direct naar Barcelona.  Zo begint het verhaal van het tankschip in de Zuid-Franse havenstad Marseille, waar Peeters op een vreemde manier eigenaar van geworden was, en dat hij vlak vóór de oorlog onder Belgische vlag naar Barcelona had laten overvaren.  Peeters blijkt een stroman te zijn van de Franse eigenaar die aan de Franse fiscus wil ontsnappen. De oorlog komt Peeters wel goed uit want intussen is zijn schip al drie miljoen meer waard. En als die dappere Fransen maar lang genoeg standhouden dan komt er nog heel wat bij.
De afloop van de transactie blijft onbekend.  Elsschot heeft nog aan een vervolg gewerkt, een soort oorlogsboek dat hij nooit voltooid heeft.  Algemeen wordt vermoed dat Elsschot de lust tot schrijven is vergaan na de heftige reacties op het gedicht Borms, dat hij in 1947 schreef uit protest tegen de terechtstelling van August Borms.